# 1262
Portal Geschichte | Portal Biografien | Aktuelle Ereignisse | Jahreskalender | Tagesartikel

◄ |
12. Jahrhundert |
13. Jahrhundert
| 14. Jahrhundert | ►

◄ |
1230er |
1240er |
1250er |
1260er
| 1270er | 1280er | 1290er | ►

◄◄ |
◄ |
1258 |
1259 |
1260 |
1261 |
1262
| 1263 | 1264 | 1265 | 1266 | ► | ►►
Staatsoberhäupter  · Nekrolog
| Januar | Januar | Januar | Januar | Januar | Januar | Januar | Januar |
| Kw     | Mo     | Di     | Mi     | Do     | Fr     | Sa     | So     |
| ------ | ------ | ------ | ------ | ------ | ------ | ------ | ------ |
| 52     |        |        |        |        |        |        | 1      |
| 1      | 2      | 3      | 4      | 5      | 6      | 7      | 8      |
| 2      | 9      | 10     | 11     | 12     | 13     | 14     | 15     |
| 3      | 16     | 17     | 18     | 19     | 20     | 21     | 22     |
| 4      | 23     | 24     | 25     | 26     | 27     | 28     | 29     |
| 5      | 30     | 31     |        |        |        |        |        |

| Februar | Februar | Februar | Februar | Februar | Februar | Februar | Februar |
| Kw      | Mo      | Di      | Mi      | Do      | Fr      | Sa      | So      |
| ------- | ------- | ------- | ------- | ------- | ------- | ------- | ------- |
| 5       |         |         | 1       | 2       | 3       | 4       | 5       |
| 6       | 6       | 7       | 8       | 9       | 10      | 11      | 12      |
| 7       | 13      | 14      | 15      | 16      | 17      | 18      | 19      |
| 8       | 20      | 21      | 22      | 23      | 24      | 25      | 26      |
| 9       | 27      | 28      |         |         |         |         |         |

| März | März | März | März | März | März | März | März |
| Kw   | Mo   | Di   | Mi   | Do   | Fr   | Sa   | So   |
| ---- | ---- | ---- | ---- | ---- | ---- | ---- | ---- |
| 9    |      |      | 1    | 2    | 3    | 4    | 5    |
| 10   | 6    | 7    | 8    | 9    | 10   | 11   | 12   |
| 11   | 13   | 14   | 15   | 16   | 17   | 18   | 19   |
| 12   | 20   | 21   | 22   | 23   | 24   | 25   | 26   |
| 13   | 27   | 28   | 29   | 30   | 31   |      |      |

| April | April | April | April | April | April | April | April |
| Kw    | Mo    | Di    | Mi    | Do    | Fr    | Sa    | So    |
| ----- | ----- | ----- | ----- | ----- | ----- | ----- | ----- |
| 13    |       |       |       |       |       | 1     | 2     |
| 14    | 3     | 4     | 5     | 6     | 7     | 8     | 9     |
| 15    | 10    | 11    | 12    | 13    | 14    | 15    | 16    |
| 16    | 17    | 18    | 19    | 20    | 21    | 22    | 23    |
| 17    | 24    | 25    | 26    | 27    | 28    | 29    | 30    |

| Mai | Mai | Mai | Mai | Mai | Mai | Mai | Mai |
| Kw  | Mo  | Di  | Mi  | Do  | Fr  | Sa  | So  |
| --- | --- | --- | --- | --- | --- | --- | --- |
| 18  | 1   | 2   | 3   | 4   | 5   | 6   | 7   |
| 19  | 8   | 9   | 10  | 11  | 12  | 13  | 14  |
| 20  | 15  | 16  | 17  | 18  | 19  | 20  | 21  |
| 21  | 22  | 23  | 24  | 25  | 26  | 27  | 28  |
| 22  | 29  | 30  | 31  |     |     |     |     |

| Juni | Juni | Juni | Juni | Juni | Juni | Juni | Juni |
| Kw   | Mo   | Di   | Mi   | Do   | Fr   | Sa   | So   |
| ---- | ---- | ---- | ---- | ---- | ---- | ---- | ---- |
| 22   |      |      |      | 1    | 2    | 3    | 4    |
| 23   | 5    | 6    | 7    | 8    | 9    | 10   | 11   |
| 24   | 12   | 13   | 14   | 15   | 16   | 17   | 18   |
| 25   | 19   | 20   | 21   | 22   | 23   | 24   | 25   |
| 26   | 26   | 27   | 28   | 29   | 30   |      |      |

| Juli | Juli | Juli | Juli | Juli | Juli | Juli | Juli |
| Kw   | Mo   | Di   | Mi   | Do   | Fr   | Sa   | So   |
| ---- | ---- | ---- | ---- | ---- | ---- | ---- | ---- |
| 26   |      |      |      |      |      | 1    | 2    |
| 27   | 3    | 4    | 5    | 6    | 7    | 8    | 9    |
| 28   | 10   | 11   | 12   | 13   | 14   | 15   | 16   |
| 29   | 17   | 18   | 19   | 20   | 21   | 22   | 23   |
| 30   | 24   | 25   | 26   | 27   | 28   | 29   | 30   |
| 31   | 31   |      |      |      |      |      |      |

| August | August | August | August | August | August | August | August |
| Kw     | Mo     | Di     | Mi     | Do     | Fr     | Sa     | So     |
| ------ | ------ | ------ | ------ | ------ | ------ | ------ | ------ |
| 31     |        | 1      | 2      | 3      | 4      | 5      | 6      |
| 32     | 7      | 8      | 9      | 10     | 11     | 12     | 13     |
| 33     | 14     | 15     | 16     | 17     | 18     | 19     | 20     |
| 34     | 21     | 22     | 23     | 24     | 25     | 26     | 27     |
| 35     | 28     | 29     | 30     | 31     |        |        |        |

| September | September | September | September | September | September | September | September |
| Kw        | Mo        | Di        | Mi        | Do        | Fr        | Sa        | So        |
| --------- | --------- | --------- | --------- | --------- | --------- | --------- | --------- |
| 35        |           |           |           |           | 1         | 2         | 3         |
| 36        | 4         | 5         | 6         | 7         | 8         | 9         | 10        |
| 37        | 11        | 12        | 13        | 14        | 15        | 16        | 17        |
| 38        | 18        | 19        | 20        | 21        | 22        | 23        | 24        |
| 39        | 25        | 26        | 27        | 28        | 29        | 30        |           |

| Oktober | Oktober | Oktober | Oktober | Oktober | Oktober | Oktober | Oktober |
| Kw      | Mo      | Di      | Mi      | Do      | Fr      | Sa      | So      |
| ------- | ------- | ------- | ------- | ------- | ------- | ------- | ------- |
| 39      |         |         |         |         |         |         | 1       |
| 40      | 2       | 3       | 4       | 5       | 6       | 7       | 8       |
| 41      | 9       | 10      | 11      | 12      | 13      | 14      | 15      |
| 42      | 16      | 17      | 18      | 19      | 20      | 21      | 22      |
| 43      | 23      | 24      | 25      | 26      | 27      | 28      | 29      |
| 44      | 30      | 31      |         |         |         |         |         |

| November | November | November | November | November | November | November | November |
| Kw       | Mo       | Di       | Mi       | Do       | Fr       | Sa       | So       |
| -------- | -------- | -------- | -------- | -------- | -------- | -------- | -------- |
| 44       |          |          | 1        | 2        | 3        | 4        | 5        |
| 45       | 6        | 7        | 8        | 9        | 10       | 11       | 12       |
| 46       | 13       | 14       | 15       | 16       | 17       | 18       | 19       |
| 47       | 20       | 21       | 22       | 23       | 24       | 25       | 26       |
| 48       | 27       | 28       | 29       | 30       |          |          |          |

| Dezember | Dezember | Dezember | Dezember | Dezember | Dezember | Dezember | Dezember |
| Kw       | Mo       | Di       | Mi       | Do       | Fr       | Sa       | So       |
| -------- | -------- | -------- | -------- | -------- | -------- | -------- | -------- |
| 48       |          |          |          |          | 1        | 2        | 3        |
| 49       | 4        | 5        | 6        | 7        | 8        | 9        | 10       |
| 50       | 11       | 12       | 13       | 14       | 15       | 16       | 17       |
| 51       | 18       | 19       | 20       | 21       | 22       | 23       | 24       |
| 52       | 25       | 26       | 27       | 28       | 29       | 30       | 31       |

| Januar | Januar | Januar | Januar | Januar | Januar | Januar | Januar |
| Kw     | Mo     | Di     | Mi     | Do     | Fr     | Sa     | So     |
| ------ | ------ | ------ | ------ | ------ | ------ | ------ | ------ |
| 52     |        |        |        |        |        |        | 1      |
| 1      | 2      | 3      | 4      | 5      | 6      | 7      | 8      |
| 2      | 9      | 10     | 11     | 12     | 13     | 14     | 15     |
| 3      | 16     | 17     | 18     | 19     | 20     | 21     | 22     |
| 4      | 23     | 24     | 25     | 26     | 27     | 28     | 29     |
| 5      | 30     | 31     |        |        |        |        |        |

| Februar | Februar | Februar | Februar | Februar | Februar | Februar | Februar |
| Kw      | Mo      | Di      | Mi      | Do      | Fr      | Sa      | So      |
| ------- | ------- | ------- | ------- | ------- | ------- | ------- | ------- |
| 5       |         |         | 1       | 2       | 3       | 4       | 5       |
| 6       | 6       | 7       | 8       | 9       | 10      | 11      | 12      |
| 7       | 13      | 14      | 15      | 16      | 17      | 18      | 19      |
| 8       | 20      | 21      | 22      | 23      | 24      | 25      | 26      |
| 9       | 27      | 28      |         |         |         |         |         |

| März | März | März | März | März | März | März | März |
| Kw   | Mo   | Di   | Mi   | Do   | Fr   | Sa   | So   |
| ---- | ---- | ---- | ---- | ---- | ---- | ---- | ---- |
| 9    |      |      | 1    | 2    | 3    | 4    | 5    |
| 10   | 6    | 7    | 8    | 9    | 10   | 11   | 12   |
| 11   | 13   | 14   | 15   | 16   | 17   | 18   | 19   |
| 12   | 20   | 21   | 22   | 23   | 24   | 25   | 26   |
| 13   | 27   | 28   | 29   | 30   | 31   |      |      |

| April | April | April | April | April | April | April | April |
| Kw    | Mo    | Di    | Mi    | Do    | Fr    | Sa    | So    |
| ----- | ----- | ----- | ----- | ----- | ----- | ----- | ----- |
| 13    |       |       |       |       |       | 1     | 2     |
| 14    | 3     | 4     | 5     | 6     | 7     | 8     | 9     |
| 15    | 10    | 11    | 12    | 13    | 14    | 15    | 16    |
| 16    | 17    | 18    | 19    | 20    | 21    | 22    | 23    |
| 17    | 24    | 25    | 26    | 27    | 28    | 29    | 30    |

| Mai | Mai | Mai | Mai | Mai | Mai | Mai | Mai |
| Kw  | Mo  | Di  | Mi  | Do  | Fr  | Sa  | So  |
| --- | --- | --- | --- | --- | --- | --- | --- |
| 18  | 1   | 2   | 3   | 4   | 5   | 6   | 7   |
| 19  | 8   | 9   | 10  | 11  | 12  | 13  | 14  |
| 20  | 15  | 16  | 17  | 18  | 19  | 20  | 21  |
| 21  | 22  | 23  | 24  | 25  | 26  | 27  | 28  |
| 22  | 29  | 30  | 31  |     |     |     |     |

| Juni | Juni | Juni | Juni | Juni | Juni | Juni | Juni |
| Kw   | Mo   | Di   | Mi   | Do   | Fr   | Sa   | So   |
| ---- | ---- | ---- | ---- | ---- | ---- | ---- | ---- |
| 22   |      |      |      | 1    | 2    | 3    | 4    |
| 23   | 5    | 6    | 7    | 8    | 9    | 10   | 11   |
| 24   | 12   | 13   | 14   | 15   | 16   | 17   | 18   |
| 25   | 19   | 20   | 21   | 22   | 23   | 24   | 25   |
| 26   | 26   | 27   | 28   | 29   | 30   |      |      |

| Juli | Juli | Juli | Juli | Juli | Juli | Juli | Juli |
| Kw   | Mo   | Di   | Mi   | Do   | Fr   | Sa   | So   |
| ---- | ---- | ---- | ---- | ---- | ---- | ---- | ---- |
| 26   |      |      |      |      |      | 1    | 2    |
| 27   | 3    | 4    | 5    | 6    | 7    | 8    | 9    |
| 28   | 10   | 11   | 12   | 13   | 14   | 15   | 16   |
| 29   | 17   | 18   | 19   | 20   | 21   | 22   | 23   |
| 30   | 24   | 25   | 26   | 27   | 28   | 29   | 30   |
| 31   | 31   |      |      |      |      |      |      |

| August | August | August | August | August | August | August | August |
| Kw     | Mo     | Di     | Mi     | Do     | Fr     | Sa     | So     |
| ------ | ------ | ------ | ------ | ------ | ------ | ------ | ------ |
| 31     |        | 1      | 2      | 3      | 4      | 5      | 6      |
| 32     | 7      | 8      | 9      | 10     | 11     | 12     | 13     |
| 33     | 14     | 15     | 16     | 17     | 18     | 19     | 20     |
| 34     | 21     | 22     | 23     | 24     | 25     | 26     | 27     |
| 35     | 28     | 29     | 30     | 31     |        |        |        |

| September | September | September | September | September | September | September | September |
| Kw        | Mo        | Di        | Mi        | Do        | Fr        | Sa        | So        |
| --------- | --------- | --------- | --------- | --------- | --------- | --------- | --------- |
| 35        |           |           |           |           | 1         | 2         | 3         |
| 36        | 4         | 5         | 6         | 7         | 8         | 9         | 10        |
| 37        | 11        | 12        | 13        | 14        | 15        | 16        | 17        |
| 38        | 18        | 19        | 20        | 21        | 22        | 23        | 24        |
| 39        | 25        | 26        | 27        | 28        | 29        | 30        |           |

| Oktober | Oktober | Oktober | Oktober | Oktober | Oktober | Oktober | Oktober |
| Kw      | Mo      | Di      | Mi      | Do      | Fr      | Sa      | So      |
| ------- | ------- | ------- | ------- | ------- | ------- | ------- | ------- |
| 39      |         |         |         |         |         |         | 1       |
| 40      | 2       | 3       | 4       | 5       | 6       | 7       | 8       |
| 41      | 9       | 10      | 11      | 12      | 13      | 14      | 15      |
| 42      | 16      | 17      | 18      | 19      | 20      | 21      | 22      |
| 43      | 23      | 24      | 25      | 26      | 27      | 28      | 29      |
| 44      | 30      | 31      |         |         |         |         |         |

| November | November | November | November | November | November | November | November |
| Kw       | Mo       | Di       | Mi       | Do       | Fr       | Sa       | So       |
| -------- | -------- | -------- | -------- | -------- | -------- | -------- | -------- |
| 44       |          |          | 1        | 2        | 3        | 4        | 5        |
| 45       | 6        | 7        | 8        | 9        | 10       | 11       | 12       |
| 46       | 13       | 14       | 15       | 16       | 17       | 18       | 19       |
| 47       | 20       | 21       | 22       | 23       | 24       | 25       | 26       |
| 48       | 27       | 28       | 29       | 30       |          |          |          |

| Dezember | Dezember | Dezember | Dezember | Dezember | Dezember | Dezember | Dezember |
| Kw       | Mo       | Di       | Mi       | Do       | Fr       | Sa       | So       |
| -------- | -------- | -------- | -------- | -------- | -------- | -------- | -------- |
| 48       |          |          |          |          | 1        | 2        | 3        |
| 49       | 4        | 5        | 6        | 7        | 8        | 9        | 10       |
| 50       | 11       | 12       | 13       | 14       | 15       | 16       | 17       |
| 51       | 18       | 19       | 20       | 21       | 22       | 23       | 24       |
| 52       | 25       | 26       | 27       | 28       | 29       | 30       | 31       |

## Ereignisse

### Politik und Weltgeschehen

#### Reconquista

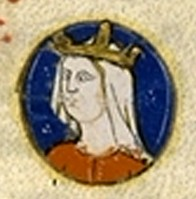
Isabella von Aragón

- 28. Mai: Der französische Thronfolger Philippe heiratet in Clermont in der Auvergne Isabella von Aragón. Damit soll das 1258 im Vertrag von Corbeil hergestellte Einvernehmen zwischen den beiden Ländern gefestigt werden. Isabellas ursprünglich vorgesehener Hochzeitspartner Ludwig von Frankreich ist 1260 im Alter von knapp 16 Jahren verstorben.
- 14. September: Der kastilische König Alfons X. erobert die seit dem Jahr 711 in maurischer Hand befindliche Stadt Cádiz. Er vertreibt daraufhin die Mauren und siedelt in seinen nördlichen Reichsteilen lebende christliche Familien in der Stadt an.
- Mit marokkanischer Hilfe durch die Meriniden beginnt ein maurischer Aufstand gegen die christlichen Reconquistadores in Al-Andalus.

#### Heiliges Römisches Reich

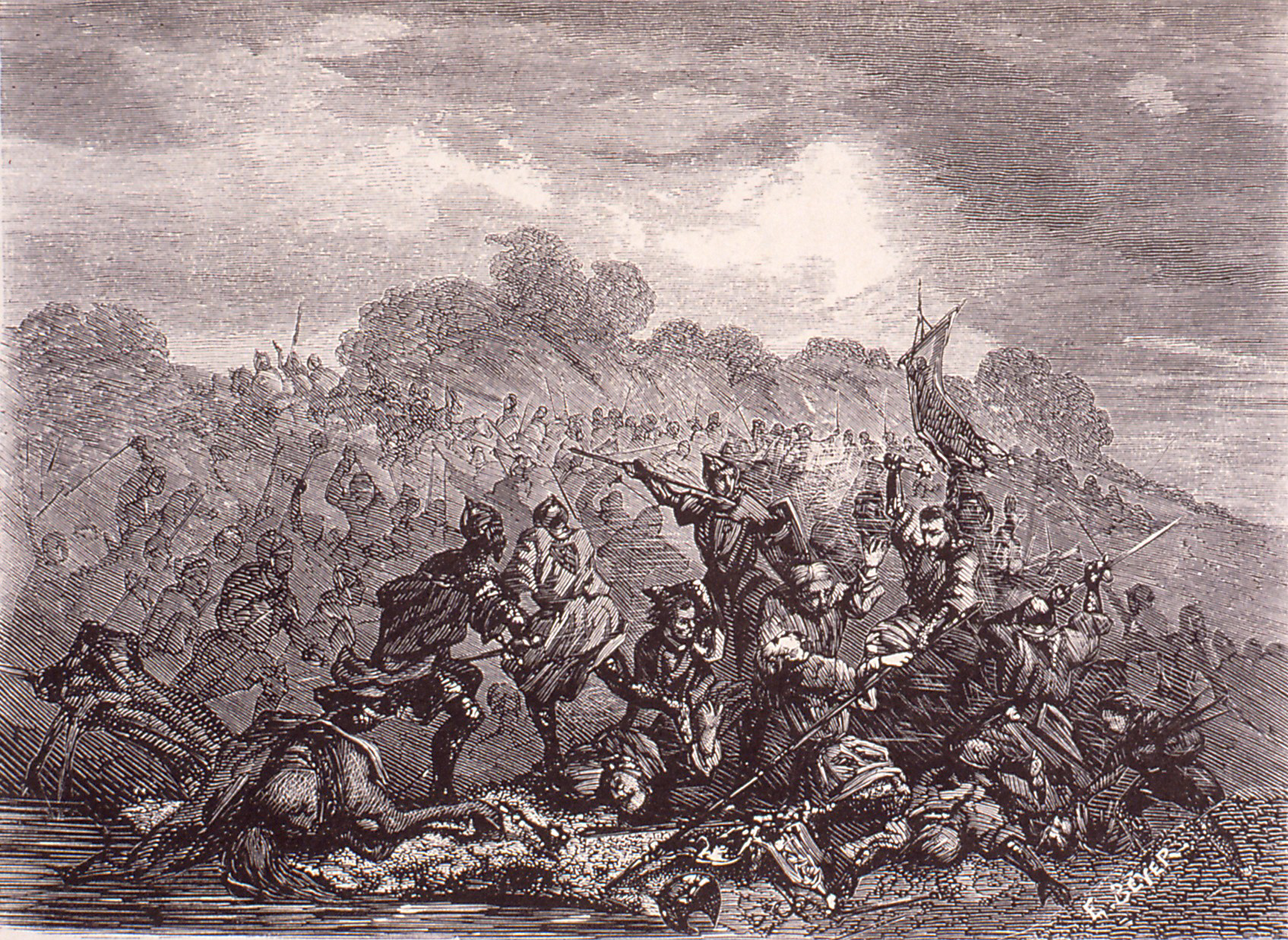
Schlacht von Hausbergen

- 8. März: Die Schlacht von Hausbergen im Rahmen des sogenannten Bellum Walterianum zwischen den Truppen des Bischofs Walter von Geroldseck und den Bürgern der Stadt Straßburg endet mit dem Sieg der zahlenmäßig überlegenen Bürger über den Bischof und ist damit ein wichtiger Schritt hin zur Unabhängigkeit der Stadt vom Hochstift Straßburg. Entscheidend ist dabei das Eingreifen der städtischen Fußtruppen, die überdies von Adeligen unter der Führung von Rudolf von Habsburg unterstützt werden. In der Folge entwickelt die Stadt sich zu einer Freien Reichsstadt.

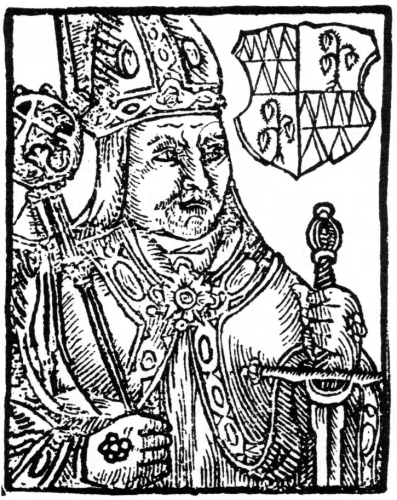
Bruno von Schauenburg

- Nach dem Tod des steiermärkischen Landeshauptmanns Wok von Rosenberg am 3. Juni ernennt der böhmische König Přemysl Ottokar den königlichen Ratgeber Bruno von Schauenburg zu dessen Nachfolger. Als capitaneus Styrie veranlasst dieser zahlreiche Verwaltungsreformen und richtet weltliche und geistliche Gerichte ein. Gezielt verfolgt er außerdem den von Přemysl Ottokar angeordneten Ausbau von Leoben und Bruck an der Mur.
- Hermann von Henneberg übernimmt den Waldenfels (eine wichtige Zoll- und Geleitstation) zum Schutze des Klosters Georgenthal und setzt Eckehart von Hochheim als Vogt ein (bis Juni 1265).
- Mastino I. della Scala, der 1260 von Gegnern des 1259 verstorbenen Ezzelino III. da Romano von allen Ämtern entfernt worden ist, wird mit dem Amt des Capitano del Popolo von Verona betraut. Er übt zudem das Amt des Podestà der Kaufleute aus. Mit ihm beginnt die mehr als 100 Jahre währende Herrschaft der Scaliger über diese Stadt.
- Imola gerät unter die Herrschaft von Bologna.
- Rudolf von Habsburg beginnt mit dem Wiederaufbau der Burg Ortenberg als Residenz.

#### England/Frankreich
- 25. Februar: Zweiter Krieg der Barone: Papst Urban IV. enthebt den englischen König Heinrich III. in einer Bulle von seinem Eid auf die Provisions of Oxford und Westminster. Heinrich erklärt diese daraufhin am 2. Mai für ungültig und droht jedem, der sie weiter verkündet, mit Haft.
- 14. Juli: Heinrich III. reist nach Frankreich, um seinen größten Widersacher, den im Exil befindlichen Simon de Montfort, in dessen Eigenschaft als Vasall des französischen Königs anzuklagen. Der französische König Ludwig IX. weigert sich jedoch, de Montfort zu verurteilen, nachdem seine Vermittlungsversuche gescheitert sind.
- Oktober: Simon de Montfort kehrt aus seinem Exil nach England zurück.
- Mehrere englische Adelige nutzen die Abwesenheit des Königs für kleinere Aufstände und besetzen unter anderem kurzzeitig Gloucester Castle. Auch der walisische Fürst Llywelyn ap Gruffydd attackiert erneut die Welsh Marches. Heinrich kehrt am 20. Dezember von einer schweren Krankheit geschwächt nach England zurück.
- Nach dem Tod von Mathilde II. wird ihre Tochter Jolanthe von Burgund Gräfin von Nevers sowie Gräfin von Auxerre und Tonnerre.

#### Nordeuropa
- Mit dem sogenannten Alten Vertrag (isländisch: gamli sáttmáli) wird die Abhängigkeit Islands von Norwegen festgelegt. Der von Norwegen eingesetzte Herzog Gissur übernimmt die Macht im Land. Obwohl dies eigentlich im Vertrag anders festgelegt ist, greift die norwegische Krone sehr schnell in das isländische Leben, die Rechtsprechung und die Verwaltung ein.

#### Mamlukenreich
- Januar: al-Hākim I. aus dem Haus der Abbasiden, der im Vorjahr von Aqqusch al-Burli zum Kalifen von Aleppo erhoben worden ist, reist nach dem Tod seines Konkurrenten al-Mustansir II. nach Kairo an den Hof des Mamlukenherrschers Baibars I. in der Hoffnung, von diesem als Kalif anerkannt zu werden. Stattdessen wird er in der Zitadelle von Kairo gefangengesetzt. Am 17. November lässt Baibars in kurzzeitig frei und huldigt ihm nun als neuem Kalifen, allerdings ohne jegliche Machtbefugnisse. Baibars möchte mit diesem Schachzug sein gegen die Ilkhane unter Hülegü gerichtetes Bündnis mit der Goldenen Horde unter Berke Khan festigen. al-Hākim wird für die nächsten 30 Jahre de facto weiterhin als Gefangener in der Zitadelle gehalten.

#### Weitere Ereignisse in Asien
- Mengrai gründet Chiang Rai als Hauptstadt des neuen Königreichs Lan Na im heutigen Thailand.
- Zwischen den beiden Mongolenreichen der Goldenen Horde unter Berke Khan und des persischen Ilchanats unter Hülegü kommt es zum Krieg.

#### Stadtrechte und urkundliche Ersterwähnungen
- 29. Juni: Kcynia erhält vom großpolnischen Herzog Bolesław Pobożny das Stadtrecht nach Magdeburger Recht.
- Die portugiesischen Gemeinden Tarouca, Terena und Tolosa erhalten im Rahmen einer Gemeindereform das Stadtrecht, durch die Kirchweihe in Meinedo wird der Ort eigenständig.
- Das Geschlecht der Stauffenbergs wird erstmals urkundlich erwähnt.
- Boiensdorf, Burghaun und Hoisbüttel, Filisur (als villa Fallisour), Inkwil, Korolewo, Merzligen, Pfaffenrot, Prosigk, Rödern, Saicourt und Wengi werden erstmals urkundlich erwähnt.

### Wirtschaft
- Ludwig IX. von Frankreich ordnet an, dass die in königlichen Münzstätten geprägten „Tournosen“ (nach der Münze in Tours) im ganzen Königreich gültig seien.
- Siena verfügt über eine Trockenmühle.

### Wissenschaft und Technik
- 1261/1262: Die Universität Northampton wird gegründet.

### Kultur

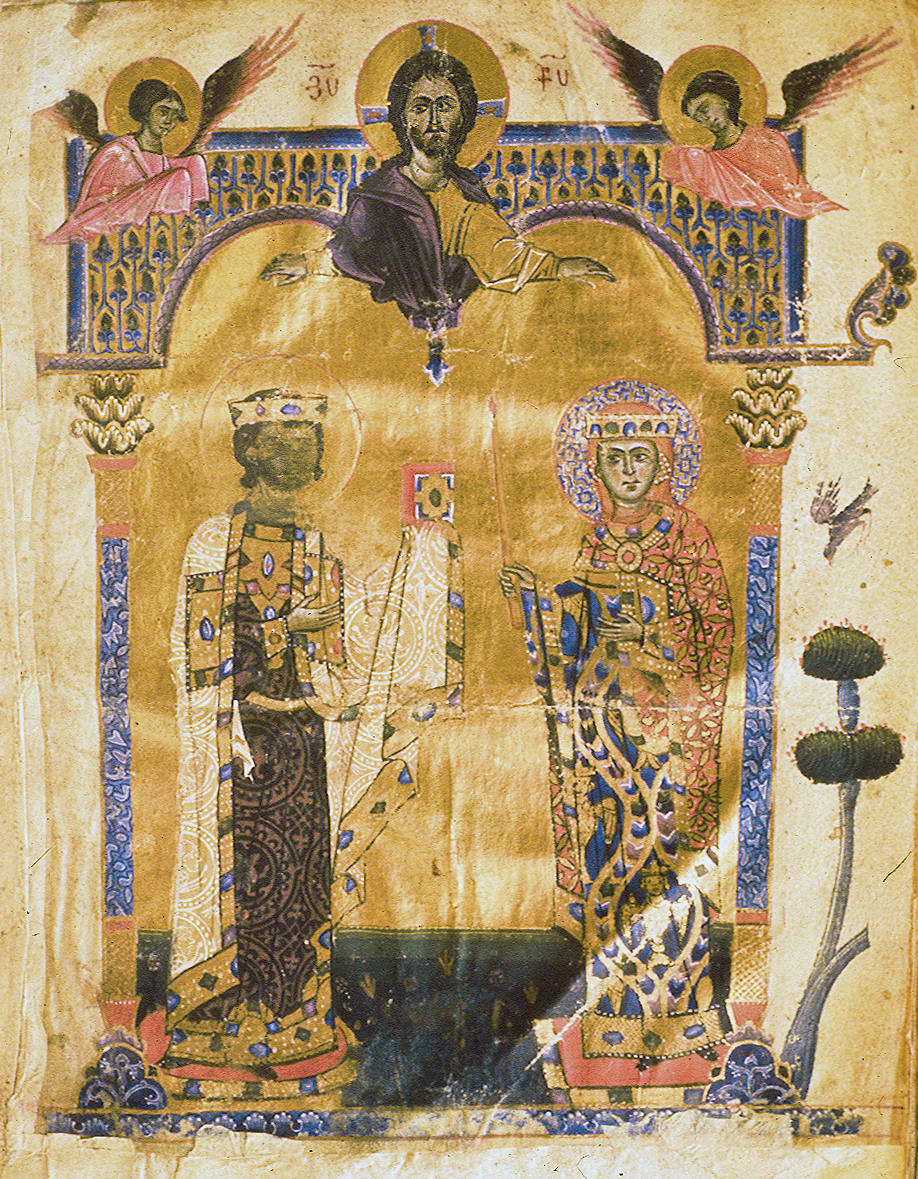
Leon III. König von Kleinarmenien mit seiner Ehefrau Keran

- Armenische Buchmalerei: Toros Roslin malt die Miniatur Leon III. mit seiner Ehefrau.
- Adam de la Halle schreibt das Laubenspiel, eine Posse, in der das Bürgertum verhöhnt wird.

### Religion
- Februar: Papst Urban IV. entpflichtet Albertus Magnus in Orvieto auf seinen Wunsch hin vom Amt als Bischof von Regensburg. Leo Thundorfer wird daraufhin vom Domkapitel einstimmig zum neuen Bischof erwählt. Leo bemüht sich offensiv um eine engere Bindung der Klöster an das Hochstift.
- 22. Mai: Henricus de Segusio wird von Papst Urban IV. zum Kardinalbischof von Ostia ernannt.
- 22. Juli: Ottone Visconti wird von Urban IV. als Nachfolger von Leone da Perego zum Erzbischof von Mailand ernannt, um die Stellung Roms gegenüber der Mailänder Kirche und der Familie della Torre zu stärken, die als Anführer der Volkspartei, der Popolaren, zu dieser Zeit die Stadt kontrollierten. Martino della Torre, seit 1256 faktisch Herr der Stadt, widersetzt sich der Ernennung und verbannt Ottone, so dass dieser das Erzbistum 15 Jahre lang nicht übernehmen kann.
- Raimondo della Torre, der bislang ohne vom Papst bestätigt worden zu sein, den Stuhl des Erzbischofs von Mailand innehatte, wird zum Bischof von Como erhoben.
- Eine der größten Kirchen der Stadt Köln, die Dominikanerkirche, wird geweiht.

### Katastrophen
- 28. Januar: Die sogenannte Agnesflut trifft die niederländische Küste.

## Geboren

### Geburtsdatum gesichert
- getauft 2. April: William Cantilupe, 1. Baron Cantilupe, englischer Adeliger († 1308)
- 6. Mai: John Hastings, 1. Baron Hastings, englischer Adeliger und Militär, Senschall der Gascogne und Anwärter auf den schottischen Thron († 1313)
- 25. Juli: Arthur II., Herzog der Bretagne und Graf von Penthièvre, Graf von Montfort und Vizegraf von Limoges († 1312)
- 18. Oktober: Ranulph Neville, 1. Baron Neville de Raby, englischer Adliger und Militär († nach 1331)

### Genaues Geburtsdatum unbekannt
- Gottfried VI., Graf von Ziegenhain († 1304)
- Guan Daosheng, chinesische Malerin, Kalligraphin und Dichterin († 1319)
- Ladislaus IV., König von Ungarn, Kroatien, Dalmatien und Rama († 1290)
- Takatsukasa Kanetada, japanischer Regent († 1301)

### Geboren um 1262
- 1261/1262: Bernard Gui, südfranzösischer Dominikaner und Inquisitor († 1331)
- Berengar de Landoria, französischer römisch-katholischer Theologe, Kirchenpolitiker, Generalmagister des Dominikanerordens und Erzbischof von Santiago de Compostela († 1330)
- Elisabeth von Kärnten, Görz und Tirol, Herzogin von Österreich und Steiermark, erwählte römisch-deutsche Königin († 1313)
- Johannes II., Kaiser und Großkomnene von Trapezunt († 1297)
- 1262/1267: Gerhard von Wippingen, Bischof von Lausanne und Bischof von Basel († 1325)

## Gestorben

### Erstes Halbjahr
- 1. Januar: Bonfilius Monaldi, italienischer Heiliger, Gründer des Servitenordens (* 1176)
- 1. März: Riccardo di Montecassino, italienischer Benediktiner, Abt von Montecassino und Kardinal der Römischen Kirche
- 21. April: Ibn al-Adim, Aleppiner Historiker (* 1192 oder 1193)
- um 18. Mai: John of Climping, Bischof von Chichester (* vor 1200)
- 3. Juni: Wok von Rosenberg, Oberster Marschall des Königreichs Böhmen, Hauptmann und Landrichter für den Distrikt ob der Enns und Landeshauptmann der Steiermark (* um 1210)

### Zweites Halbjahr
- 13. Juli: Henry of Wingham, Lordkanzler von England und Bischof von London
- 15. Juli: Richard de Clare, 5. Earl of Gloucester und 5. Earl of Hertford, englischer Magnat (* 1222)
- August: Rukn ad-Din Ismail, Herrscher von Mossul
- 13./15. August: Siboto von Seefeld, Bischof von Augsburg
- 14. August: Otto von der Mark, Graf von Altena und Propst in Aachen und Maastricht
- 21. Oktober: Aymo von Grandson, Bischof von Genf
- 10. Dezember: Berthold von Pfirt, Bischof von Basel

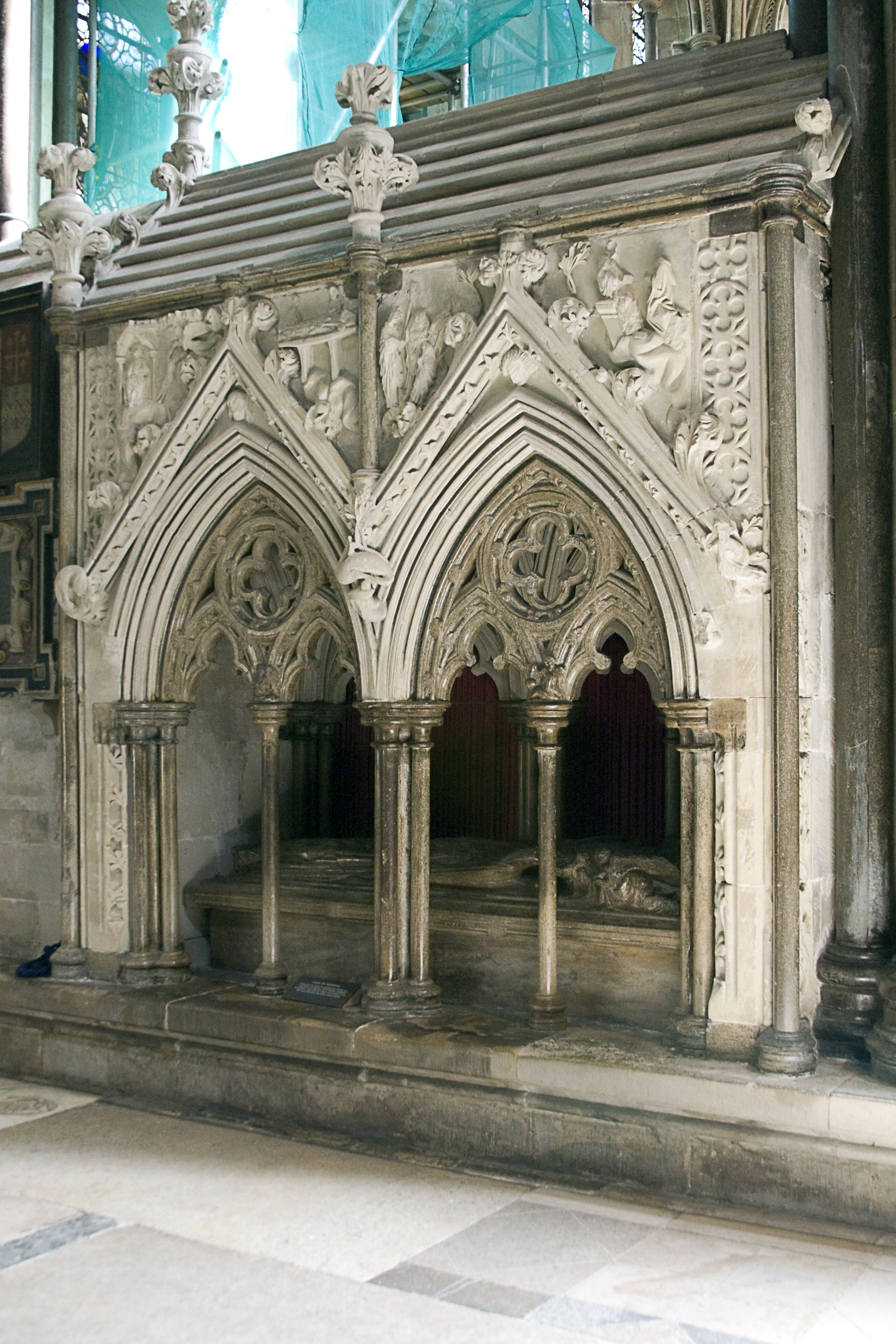
Das Grabdenkmal von Giles of Bridport in der Kathedrale von Salisbury

- um 13. Dezember: Giles of Bridport, Bischof von Salisbury

### Genaues Todesdatum unbekannt
- zwischen Juli und November: Peter de Rivallis, englischer Höfling und Beamter
- Alan, Bischof von Argyll

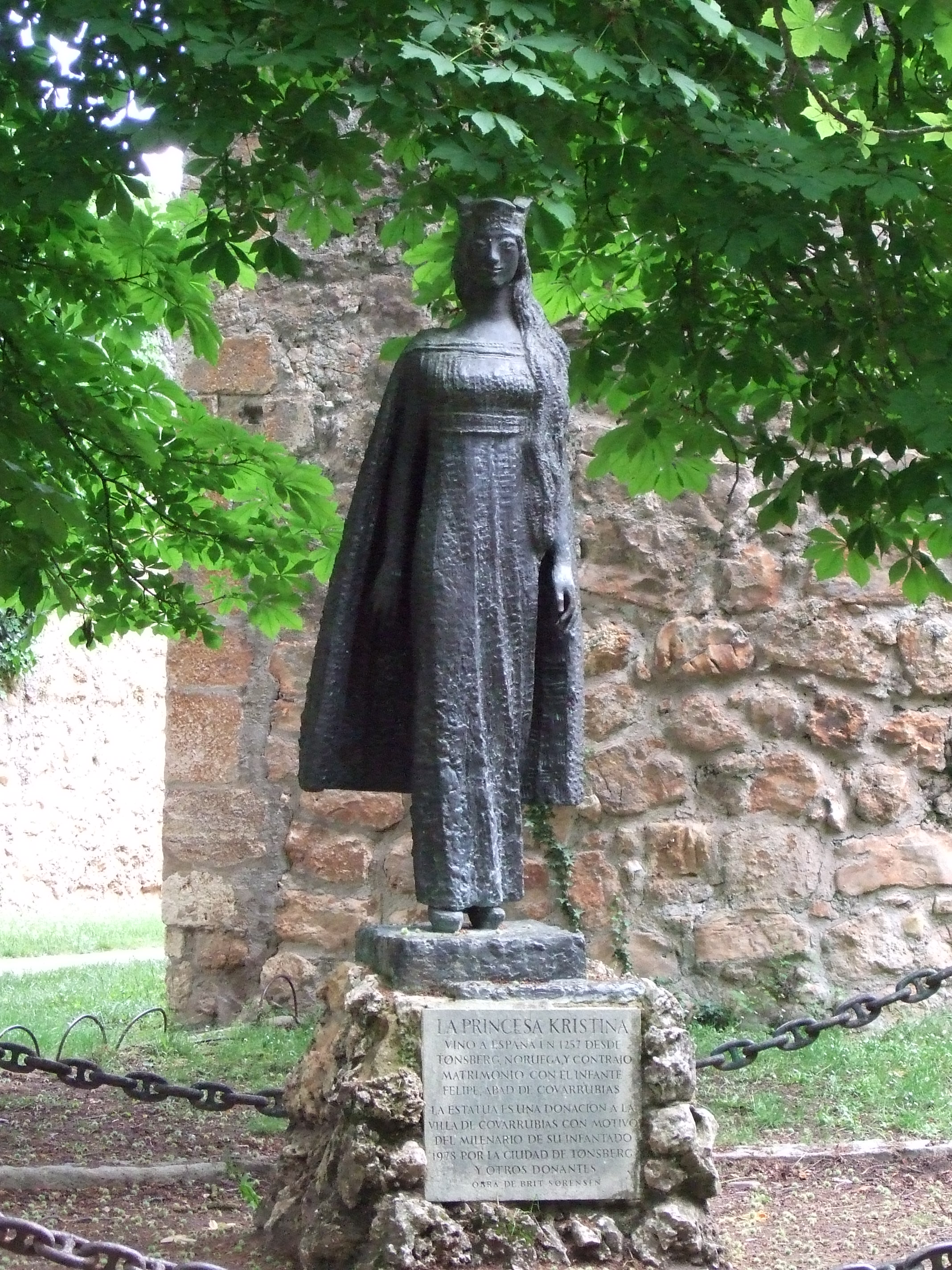
Statue Kristinas an ihrer Begräbnisstätte in Covarrubias

- Kristin Håkonsdatter, norwegische Prinzessin, durch Heirat Mitglied des spanischen Königshauses (* 1234)
- Heinrich, Bischof von Chiemsee
- Mathilde II., Herrin von Bourbon sowie Gräfin von Nevers, Auxerre und Tonnerre (* um 1234)
- Morta Mindaugienė, Königin von Litauen (* um 1210/1215)
- Baldwin de Redvers, 7. Earl of Devon, englischer Adeliger, Lord of the Isle of Wight (* 1236)
- Rudolf I., Bischof von Schwerin

### Gestorben um 1262
- Ulrich I., steirischer Ministeriale